# Surinaams-Zwitserse betrekkingen
Surinaams-Zwitserse betrekkingen verwijzen naar de huidige en historische betrekkingen tussen Suriname en Zwitserland.

## Diplomatieke banden
De diplomatieke betrekkingen werden in 1979 wederzijds gevestigd. Suriname wordt in Zwitserland vertegenwoordigd vanuit de ambassade in Brussel. In Suriname wordt Zwitserland vertegenwoordigd vanuit de Zwitserse ambassade in Venezuela.

## Economische banden
In 2018 importeerde Zwitserland ongeveer een miljard Amerikaanse dollar aan goederen uit Suriname in de categorie edelstenen en kostbare metalen, waarbij het voornamelijk gaat om in Suriname gedolven goud. Vanuit Zwitserland kwamen goederen ter waarde van circa 4,8 miljoen dollar Suriname binnen. Hierbij gaat het vooral om chemische middelen en machines.